# Квливидзе, Нина Валериевна
Ни́на Вале́риевна Квливи́дзе (род. 29 апреля 1955, Москва) — советский и российский искусствовед, историк искусства, кандидат искусствоведения, специалист в области Византии и древнерусского искусства, преподаватель, доцент кафедры всеобщей истории искусств РГГУ, профессор, заведующая кафедрой истории и теории церковного искусства Московской духовной академии.

## Биография
Нина Валерьевна родилась 29 апреля 1955 года в семье физиков.
Отец — Валерий Александрович Квливидзе (1932—2012) окончил физический факультет МГУ (1955), кандидат физико-математических наук, диссертация «Некоторые вопросы теории медленных неупругих атомных столкновений» (1968), доцент. Занимался научной и преподавательской деятельностью. Работал в академическом институте, с 60-х годов — в МГУ (на кафедре атомной физики физфака МГУ, доцент, старший научный сотрудник НИИЯФ МГУ). Руководил проектом «Учебные лабораторные комплексы». Автор большого числа научных статей и участник нескольких коллективных монографий.
Мать — Валентина Ивановна Квливидзе (в девичестве — Алексеева; род. 1933) окончила физический факультет МГУ (1956), кандидат физико-математических наук, диссертация «Исследование воды в адсорбированном состоянии методом ядерного магнитного резонанса» (1964), доцент. Всю жизнь занимается научной и преподавательской деятельностью. Сначала в академическом институте, с 1958 по 1984 г. — в МГУ, на кафедре общей физики для химического и физического факультетов, доцент, с 1985 по 1989 — старший научный сотрудник Сектора механики неоднородных сред АН СССР. Сфера научных интересов — ядерно-магнитный резонанс в неоднородных средах. Автор многочисленных научных трудов
В 1977 году Нина Валериевна Квливидзе окончила факультет психологии Московского государственного университета имени М. В. Ломоносова.
В 1983 году окончила исторический факультет Московского государственного университета имени М. В. Ломоносова по специальности история искусства.
В 1983—1992 годах — искусствовед в объединении «Союзреставрация» Министерства культуры СССР.
С 1991 по 1994 год — преподаватель Православного Свято-Тихоновского богословского института.
В 1992—2004 годах — искусствовед в Межобластном научно-реставрационном художественном управлении Министерства культуры РФ.
В 1994 году Квливидзе было присвоено учёное звание доцента по Кафедре методологии и технологии реставрации.
С 1994 по 1999 год — доцент Православного Свято-Тихоновского богословского института.
В 1996—1999 годах училась в аспирантуре Государственного института искусствознания Министерства культуры РФ.
С 2 сентября 1997 года — доцент Кафедры истории православного искусства и иконографии Иконописной школы при МДА.
С 1998 года — научный куратор редакции церковного искусства и археологии «Православной энциклопедии», член научно-редакционного совета «Православной энциклопедии».
В 1999 году — кандидат искусствоведения, диссертация «Фрески церкви Троицы в Вязёмах. Программа и иконография в контексте идейных движений эпохи».
С 2003 года — член Императорского православного палестинского общества.
С 2004 года — доцент Российского государственного гуманитарного университета.
С 1 сентября 2005 года — переведена в штат преподавателей Церковно-практической кафедры МДА.
С 2013 года — заведующая кафедрой Истории и теории церковного искусства МДА.
Преподает древнерусское и византийское искусство и иконографию, является специалистом по истории древнерусского и византийского искусства, христианской иконографии, занимается проблемой византийских и западноевропейских источников в русском искусстве позднего Средневековья.
Автор более 80 научных работ.
Квливидзе — один из авторов БРЭ.

## Сочинения
- Праздник Воскресения Христова в православной культурной и художественной традиции / Н. В. Квливидзе, Н. А. Барская ; М-во культуры и туризма Российской Федерации, Российский ин-т переподготовки работников искусства, культуры и туризма. — Москва : [б. и.], 1993. — 11 л.; 31 см.
- Житие св. Александра Невского в древнерусской миниатюре и иконописи / Н. В. Квливидзе ; М-во культуры и туризма Российской Федерации, Российский ин-т переподготовки работников искусства, культуры и туризма. — Москва : [б. и.], 1993. — 11 л.; 31 см.
- К иконографии преподобного Сергия Радонежского / Н. В. Квливидзе ; М-во культуры и туризма Российской Федерации, Российский ин-т переподготовки работников искусства, культуры и туризма. — Москва : [б. и.], 1993. — 10 л.; 31 см.
- Икона Знамение Божией Матери XII в. / Н. В. Квливидзе ; М-во культуры и туризма Российской Федерации, Российский ин-т переподготовки работников искусства, культуры и туризма. — Москва : [б. и.], 1993. — 8 л.; 31 см.
- Фрески церкви Троицы в Вяземах : Программа и иконография в контексте идейных движений эпохи : диссертация … кандидата искусствоведения : 17.00.04. — Москва, 1999. — 326 с. : ил.
- Фрески церкви троицы в Вяземах. Программа и иконография в контексте идейных движений эпохи : автореферат дис. … кандидата искусствоведения : 17.00.04. — Москва, 1999. — 28 с.

- Квливидзе Н. В. К изучению системы росписи церкви в Больших Вяземах (Тема Троицы в русской культуре XVI в.) // Древнерусское искусство: Сергий Радонежский и художественная культура Москвы XIV—XV вв. СПб., 1998. С. 342—359 .
- Квливидзе Н. В. Икона «Благословенно воинство Небесного Царя» и ее литературные параллели // Искусство христианского мира. Вып.2. М., 1998. С. 49-56 .
- Квливидзе Н. В. Икона Софии Премудрости Божией и особенности новгородской литургической традиции в конце XV века // Сакральная топография средневекового города: Известия Института христианской культуры средневековья. Т. I. М., 1998. С. 86- 99.
- Квливидзе Н. В. Новооткрытые фрески алтаря церкви Троицы в Вяземах // Florilegium. К 60- летию Б. Н. Флори. М., 2000. С. 104—125
- Квливидзе Н. В. Историография русского церковного искусства // Исторический вестник. 7-8. Москва-Воронеж, 2000. С. 238—263.
- Квливидзе Н. В. Символические образы Московского государства и иконографическая программа росписи собора Новодевичьего монастыря. // ДРИ: Русское искусство позднего средневековья: XVI век. СПб., 2003. С. 222—236.
- Квливидзе Н. В. Лицевой летописный свод и Годуновская псалтирь 1591 г. Отражение иконографии миниатюр в монументальной живописи и иконописи конца XVI в. // ДРИ: Искусство рукописной книги. Византия. Древняя Русь. СПб., 2004. С. 417—430.
- Квливидзе Н. В. «Видение Евлогия» в росписи собора Рождества Богородицы Ферапонтова монастыря // Древнерусское и поствизантийское искусство. Вторая половина XV — начало XVI века. К 500-летию росписи собора Рождества Богородицы Ферапонтова монастыря: Сб. статей. М.: Северный паломник, 2005. С. 294—301.
- Квливидзе Н. В. Иконографическая программа алтарных росписей московских храмов второй половины XVI в.// Византийский мир: искусство Константинополя и национальные традиции. К 2000-летию христианства. М.: Северный паломник, 2005. С. 621—646.

- Благовещение : [арх. 4 января 2023] / М. С. Желтов; Н. В. Квливидзе (иконография) // Большая российская энциклопедия : [в 35 т.] / гл. ред. Ю. С. Осипов. — М. : Большая российская энциклопедия, 2004—2017.
- Богородица : [арх. 28 сентября 2022] / Л. В. Литвинова (Отношение к Богородице в протестантизме.), Н. В. Квливидзе (иконография); И. Л. Бусева-Давыдова (чудотворные иконы Богородицы) // Большая российская энциклопедия : [в 35 т.] / гл. ред. Ю. С. Осипов. — М. : Большая российская энциклопедия, 2004—2017.
- Варвара : [арх. 3 января 2023] / Н. В. Квливидзе (иконография) // Большая российская энциклопедия : [в 35 т.] / гл. ред. Ю. С. Осипов. — М. : Большая российская энциклопедия, 2004—2017.
- Введение Пресвятой Богородицы во храм : [арх. 15 декабря 2022] / И. В. Поздеева; Н. В. Квливидзе (иконография) // Большая российская энциклопедия : [в 35 т.] / гл. ред. Ю. С. Осипов. — М. : Большая российская энциклопедия, 2004—2017.
- Нерукотворный образ : [арх. 23 октября 2022] / Н. В. Квливидзе // Большая российская энциклопедия : [в 35 т.] / гл. ред. Ю. С. Осипов. — М. : Большая российская энциклопедия, 2004—2017.
- Одигитрия : [арх. 30 сентября 2022] / Н. В. Квливидзе // Большая российская энциклопедия : [в 35 т.] / гл. ред. Ю. С. Осипов. — М. : Большая российская энциклопедия, 2004—2017.

- Э. Н. П., Н. В. Квливидзе, А. К. Лявданский, Р. М. Шукуров. Авраам // Православная энциклопедия. — М., 2000. — Т. I : А — Алексий Студит. — С. 149—155. — 40 000 экз. — ISBN 5-89572-006-4.
- М. С. Иванов, Н. В. Квливидзе. Агнец Божий // Православная энциклопедия. — М., 2000. — Т. I : А — Алексий Студит. — С. 256—257. — 40 000 экз. — ISBN 5-89572-006-4.
- М. С. Иванов, М. С. Желтов, Н. В. Квливидзе. Адам // Православная энциклопедия. — М., 2000. — Т. I : А — Алексий Студит. — С. 280—283. — 40 000 экз. — ISBN 5-89572-006-4.
- А. В. Назаренко, Н. В. Квливидзе. Александр Ярославич Невский // Православная энциклопедия. — М., 2000. — Т. I : А — Алексий Студит. — С. 541—544. — 40 000 экз. — ISBN 5-89572-006-4.
- О. В. Белова, Н. В. Квливидзе. Алконост // Православная энциклопедия. — М., 2001. — Т. II : Алексий, человек Божий — Анфим Анхиальский. — С. 25. — 40 000 экз. — ISBN 5-89572-007-2.
- А. Ю. Виноградов , М. Сургуладзе, Т. В. Анохина, О. В. Лосева, Н. В. Квливидзе. Андрей Первозванный // Православная энциклопедия. — М., 2001. — Т. II : Алексий, человек Божий — Анфим Анхиальский. — С. 370-377. — 40 000 экз. — ISBN 5-89572-007-2.
- О. В. Венцель, М. С. Желтов, Н. В. Квливидзе. Апостолы // Православная энциклопедия. — М., 2001. — Т. III : Анфимий — Афанасий. — С. 103-112. — 40 000 экз. — ISBN 5-89572-008-0.
- М. С. Иванов, Н. В. Квливидзе. Бес // Православная энциклопедия. — М., 2002. — Т. IV : Афанасий — Бессмертие. — С. 683—686. — 39 000 экз. — ISBN 5-89572-009-9.
- Н. В. Квливидзе. «Беседа Христа с самарянкой» // Православная энциклопедия. — М., 2002. — Т. IV : Афанасий — Бессмертие. — С. 687—688. — 39 000 экз. — ISBN 5-89572-009-9.
- Игум. Андроник (Трубачёв), Н. В. Квливидзе. Бессребреники // Православная энциклопедия. — М., 2002. — Т. V : Бессонов — Бонвеч. — С. 9—11. — 39 000 экз. — ISBN 5-89572-010-2.
- Н. В. Квливидзе, А. А. Турилов. Библия. III. Иллюстрации // Православная энциклопедия. — М., 2002. — Т. V : Бессонов — Бонвеч. — С. 110—120. — 39 000 экз. — ISBN 5-89572-010-2.
- С. А. Ванюков, М. С. Желтов, К. Х. Фельми, Н. В. Квливидзе. Благовещение Пресвятой Богородицы // Православная энциклопедия. — М., 2002. — Т. V : Бессонов — Бонвеч. — С. 254—268. — 39 000 экз. — ISBN 5-89572-010-2.
- Н. В. Квливидзе. «Благословенно воинство Небесного Царя» // Православная энциклопедия. — М., 2002. — Т. V : Бессонов — Бонвеч. — С. 324-325. — 39 000 экз. — ISBN 5-89572-010-2.
- П. Ю. Малков, М. С. Иванов, В. Н. Васечко, Н. В. Квливидзе. Богородица // Православная энциклопедия. — М., 2002. — Т. V : Бессонов — Бонвеч. — С. 488. — 39 000 экз. — ISBN 5-89572-010-2.
- Н. В. Квливидзе. Вавилонская башня // Православная энциклопедия. — М., 2003. — Т. VI : Бондаренко — Варфоломей Эдесский[англ.]. — С. 479—481. — 39 000 экз. — ISBN 5-89572-010-2.
- А. В. Муравьёв, А. А. Турилов, А. А. Лукашевич, Н. В. Квливидзе. Варлаам и Иоасаф // Православная энциклопедия. — М., 2003. — Т. VI : Бондаренко — Варфоломей Эдесский[англ.]. — С. 619—625. — 39 000 экз. — ISBN 5-89572-010-2.
- Н. В. Квливидзе. Великий Архиерей Иисус Христос // Православная энциклопедия. — М., 2004. — Т. VII : Варшавская епархия — Веротерпимость. — С. 451—452. — 39 000 экз. — ISBN 5-89572-010-2.
- Н. В. Квливидзе. Ветхий денми // Православная энциклопедия. — М., 2004. — Т. VIII : Вероучение — Владимиро-Волынская епархия. — С. 54—55. — 39 000 экз. — ISBN 5-89572-014-5.
- Н. В. Квливидзе. Видение Евлогия // Православная энциклопедия. — М., 2004. — Т. VIII : Вероучение — Владимиро-Волынская епархия. — С. 119—120. — 39 000 экз. — ISBN 5-89572-014-5.
- Н. В. Квливидзе, Л. М. Евсеева, В. Н. Залесская, А. Лингас. Византийская империя. Часть IV // Православная энциклопедия. — М., 2004. — Т. VIII : Вероучение — Владимиро-Волынская епархия. — С. 303-359. — 39 000 экз. — ISBN 5-89572-014-5.
- А. А. Ткаченко, А. А. Лукашевич, Н. В. Квливидзе. Вознесение Господне // Православная энциклопедия. — М., 2005. — Т. IX : Владимирская икона Божией Матери — Второе пришествие. — С. 197—203. — 39 000 экз. — ISBN 5-89572-015-3.
- К. В. Неклюдов, О. В. Л., Н. В. Квливидзе. Волхвы // Православная энциклопедия. — М., 2005. — Т. IX : Владимирская икона Божией Матери — Второе пришествие. — С. 278—282. — 39 000 экз. — ISBN 5-89572-015-3.
- М. С. Иванов, А. А. Лукашевич, Н. В. Квливидзе. Воскресение Иисуса Христа // Православная энциклопедия. — М., 2005. — Т. IX : Владимирская икона Божией Матери — Второе пришествие. — С. 414-423. — 39 000 экз. — ISBN 5-89572-015-3.
- А. А. Ткаченко, Диак. Михаил Желтов, Н. В. Квливидзе. Вход Господень в Иерусалим // Православная энциклопедия. — М., 2005. — Т. X : Второзаконие — Георгий. — С. 38-51. — 39 000 экз. — ISBN 5-89572-016-1.
- Н. В. Квливидзе. Деисус // Православная энциклопедия. — М., 2007. — Т. XIV : Даниил — Димитрий. — С. 316-319. — 39 000 экз. — ISBN 978-5-89572-024-0.
- А. В. Пономарёв, Н. В. Квливидзе. Евангелисты // Православная энциклопедия. — М., 2007. — Т. XVI : Дор — Евангелическая церковь союза. — С. 699-703. — 39 000 экз. — ISBN 978-5-89572-028-8.
- Б. Н. Флоря, Н. В. Квливидзе, Я. Э. З. Евдокия Димитриевна // Православная энциклопедия. — М., 2008. — Т. XVII : Евангелическая церковь чешских братьев — Египет. — С. 126—132. — 39 000 экз. — ISBN 978-5-89572-030-1.
- Диак. Михаил Желтов, М. М. Бернацкий, П. В. Ермилов, А. А. Ткаченко, Н. В. Квливидзе. Евхаристия. Часть II // Православная энциклопедия. — М., 2008. — Т. XVII : Евангелическая церковь чешских братьев — Египет. — С. 615-696. — 39 000 экз. — ISBN 978-5-89572-030-1.
- Е. В. Белякова, А. А. Королёв, Э. П. А., Н. В. Квливидзе. Елена // Православная энциклопедия. — М., 2008. — Т. XVIII : Египет древний — Эфес. — С. 293—297. — 39 000 экз. — ISBN 978-5-89572-032-5.
- П. Ю. Лебедев, А. А. Лукашевич, Н. В. Квливидзе. Жены-мироносицы // Православная энциклопедия. — М., 2008. — Т. XIX : Ефесянам послание — Зверев. — С. 143-148. — 39 000 экз. — ISBN 978-5-89572-034-9.
- Н. В. Квливидзе, Э. П. И, Прот. Петр Мангилёв. Знамение // Православная энциклопедия. — М., 2009. — Т. XX : Зверин в честь Покрова Пресвятой Богородицы женский монастырь — Иверия. — С. 271-277. — 39 000 экз. — ISBN 978-5-89572-036-3.
- А. А. Ткаченко, А. А. Турилов, Н. В. Квливидзе. Иакова Протоевангелие // Православная энциклопедия. — М., 2009. — Т. XX : Зверин в честь Покрова Пресвятой Богородицы женский монастырь — Иверия. — С. 567—576. — 39 000 экз. — ISBN 978-5-89572-036-3.
- Э. П. Б., Н. В. Квливидзе. Иисус Христос // Православная энциклопедия. — М., 2009. — Т. XXI : Иверская икона Божией матери — Икиматарий. — С. 674-713. — 39 000 экз. — ISBN 978-5-89572-038-7.
- Диак. Александр Безруков, А. Е. Петров, С. А. Моисеев, Э. С. П., Е. Е. Макаров, Н. В. Квливидзе, И. А. Орецкая. Иосиф // Православная энциклопедия. — М., 2011. — Т. XXV : Иоанна деяния — Иосиф Шумлянский. — С. 543-553. — 39 000 экз. — ISBN 978-5-89572-046-2.
- П. Ю. Лебедев, С. А. Моисеева, Игум. Иосиф (Крюков), А. К., Е. Е. Макаров, Н. В. Квливидзе. Иосиф Обручник // Православная энциклопедия. — М., 2011. — Т. XXVI : Иосиф I Галисиот — Исаак Сирин. — С. 47-58. — 39 000 экз. — ISBN 978-5-89572-048-6.
- М. Б. Плюханова, Н. В. Квливидзе. Меркурий // Православная энциклопедия. — М., 2016. — Т. XLIV : Маркелл II — Меркурий и Паисий. — С. 741—745. — 30 000 экз. — ISBN 978-5-89572-051-6.